# FC Bunyodkor
FC Bunyodkor (uzb.: Бунёдкор; rus.: Бунёдкор)  je uzbekistanski nogometni klub iz Taškenta. Klub u kolovozu 2008. mijenja ime iz PFC Kuruvchi u trenutačno ime kao odraz profesionalizma u klubu. Klub europskoj nogometnoj javnosti postaje poznat nakon što kamerunski nogometaš Samuel Eto odlazi na pregovore za prelazak u ovaj klub. Na kraju se spostavilo da je Kamerunac tu bio samo radi promoviranja nogometa u Uzbekistanu. Ipak, čelnici Bunyodkora dovode dvije brazilske zvijezde Rivalda i trenera Zica. 2008. osvaju uzbekistansku ligu i kup.

## Uspjesi
- Uzbekistanska Super liga: 4

2008., 2009., 2010., 2011.
- Uzbekistanski kup: 2

2008., 2010.

## Vanjske poveznice
- FC Bunyodkor službene stranice (rus., eng., uzb.)